# Bontok
Le bontok est un groupe de langues austronésiennes constituant une macro-langue, parlées par le peuple indigène des Bontok (en) dans la province de Mountain Province de l'île de Luçon au nord des Philippines. Il est parlé par 40 700 personnes.